# Archie Eversole
Archie Eversole   (Alemanya, 26 de juliol de 1984 - comtat de DeKalb, 3 d'abril de 2022) va ser un raper i compositor estatunidenc amb seu a Atlanta (Geòrgia), més conegut pel seu senzill de 2002 We Ready.

## Primers anys de vida
Eversole va néixer el 26 de juliol de 1984 a Alemanya mentre els seus pares militars estaven estacionats al país. Els seus pares es traslladarien a College Park (Geòrgia), on es va criar.

## Carrera
Eversole va gravar el seu únic àlbum de llarga durada, Ride Wit Me Dirty South Style, quan tenia disset anys. El disc va ser llançat per primera vegada l'any 2001 pel segell independent Phat Boy Records i Break Bread Productions, i després va ser reeditat per MCA Records el 2002, quan va assolir el número 83 del Billboard 200. El senzill destacat, "We Ready", contenia una mostra de la cançó de Steam de 1969 "Na Na Hey Hey Kiss Him Goodbye". Tot i que només va assolir el número 64 a la llista Billboard Hot R&B/Hip-Hop Songs, la cançó va resultar popular al món de l'esport, ja que es va incloure en material promocional de la National Football League i es va tocar als partits locals del club de la Major League Atlanta United, mentre que els Kansas City Royals el van adoptar com a himne per a la seva campanya de postemporada MLB 2014. Es va gravar un vídeo musical per a un remix de la cançó amb Bubba Sparxxx.
El 2018, Eversole va gravar "United We Conquer", una cançó de lluita dedicada a l'Atlanta United.

## Mort
El 25 de març de 2022 Eversole va ser trobat amb ferides de bala en una benzinera del comtat de DeKalb. Va ser hospitalitzat però va morir a causa de les seves ferides als 37 anys el 3 d'abril. El seu germà, Alexander Kraus, va ser arrestat i acusat d'assassinat.